# Dahlia Harris
Dahlia Harris là một nữ diễn viên, nhân vật truyền hình, diễn giả quần chúng, và đạo diễn phim và sân khấu người Jamaica.

## Tiểu sử
Con gái của Enid và Cyril Harris, Dahlia Harris sinh ra và lớn lên cùng với bốn anh chị em của mình tại Thị trấn Tây Ban Nha, Giáo xứ Saint Catherine ở Jamaica. Cô bắt đầu sự nghiệp diễn xuất của mình vào năm 2005, và đã xuất hiện trong nhiều bộ phim truyền hình và phim truyền hình. Cô là người đồng chủ trì chương trình Smile Jamaica của Truyền hình Jamaica.

## Đóng phim
| Năm  | Phim ảnh         | Vai trò  |
| ---- | ---------------- | -------- |
| 2011 | Quê hương        | Clara    |
| 2015 | Cây gậy Ol 'Fyah | Margaret |
| 2016 | Trò chơi nhẫn    | Margaret |